# Tour France
De Tour France is met 126 meter een van de hogere woontorens van Frankrijk. Hij is gelegen in de wijk La Défense, in de Parijse voorstad Puteaux.
Gelegen aan de oevers van de Seine, is de Tour France, na de Tour Défense 2000, het hoogste appartementengebouw van Île-de-France.

## Beroemde inwoner
Tijdens de bouw liet de zanger Gilbert Bécaud zijn vleugel met een hijskraan op de bovenste verdieping plaatsen, voordat het dak was aangebracht, en begeleidde hij hem zelf tijdens de beklimming op het platform.